# طارق سلامة
 طارق سلامة (1974- 2012 م) ممثل سوري من أصل فلسطيني. 

## سيرته
ولد طارق سلامة بدمشق عام 1974، شارك في مسيرته الفنية بعدد من الأعمال من أشهرها: فنجان الدم، صراع على الرمال. وآخر الأدوار التي أدَّاها كان في مسلسل "ياسمين عتيق".

## أعماله
- 2011 – صبايا 3 (مسلسل)

- 2009 – فنجان الدم (مسلسل)
- صراع على المال [بحاجة لمصدر]
- 2013 – ياسمين عتيق (مسلسل)
- الشبيهة
- 2012 – عمر (مسلسل) في دور رافع بن عميرة
- 2011 – الدبور (مسلسل) الجزء الثاني
- 2009 – بيت جدي2 (شام العدية)
- القعقاع بن عمرو التميمي
- باب الحارة
- أهل الراية

## وفاته
قُتل طارق سلامة مع ابنه الصغير يوم الأحد 23 ديسمبر (كانون الأول) 2012 بقذيفة هاون سقطت عليهما عند خروجهما من المنزل في مخيَّم اليرموك بدمشق، وكان قد أنهى قبل أيام تصوير مشاهده في مسلسل ياسمين عتيق مع المخرج المثنى صبح، وكان يستعد لتصوير مشاهده في مسلسلي قمر الشام و حبة حلب. 
ويعد سلامة الثاني بين الفنانين السوريين الذين قُتلوا في أحداث الثورة السورية بعد الفنان الراحل محمد رافع، ثم لحق بهما الفنان ياسين بقوش.[بحاجة لمصدر]

## روابط خارجية
- طارق سلامة على موقع قاعدة بيانات الأفلام العربية